# Interstate 90
A 90-es Interstate-autópálya (I-90) az Egyesült Államok transzkontinentális autópályái közé sorolható, ugyanis kelet–nyugat irányban átszeli az országot. Ez a legészakibb kelet–nyugati autópálya az Egyesült Államok területén. Hossza több mint 4861 kilométer, és ezzel a leghosszabb autópálya az Egyesült Államokban. Útvonala során 12 államot érint.
Ez az autópálya a Washington állambéli Seattle városából indul, és a Massachusetts állambéli Bostonig tart.

## Leírás
| állam   | mérföld | kilométer |
| ------- | ------- | --------- |
| WA      | 296,92  | 477,85    |
| ID      | 73,55   | 118,37    |
| MT      | 551,68  | 887,84    |
| WY      | 208,80  | 336,03    |
| SD      | 412,76  | 664,27    |
| MN      | 275,70  | 443,70    |
| WI      | 108,61  | 174,79    |
| IL      | 123,89  | 199,38    |
| IN      | 156,28  | 251,51    |
| OH      | 244,75  | 393,89    |
| PA      | 46,40   | 74,67     |
| NY      | 385,48  | 620,37    |
| MA      | 135,72  | 218,42    |
| Teljes: | 3020,54 | 4861,09   |

### Nyomvonala

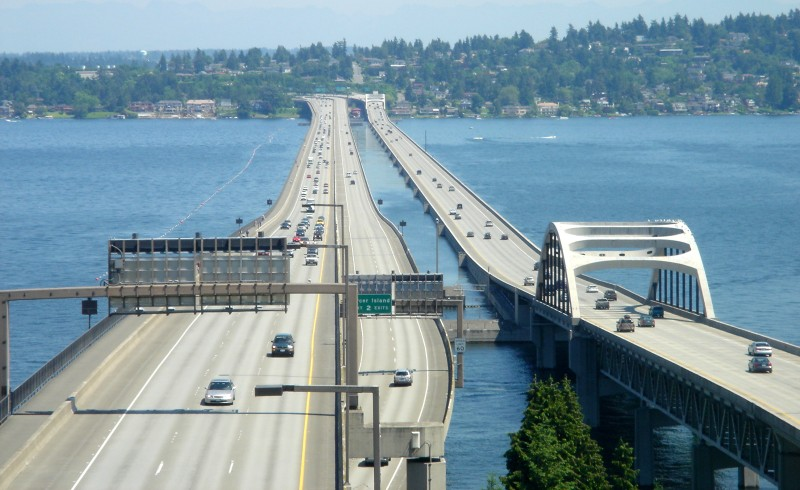
Az I-90 a Washington-tó felett, Washington államban

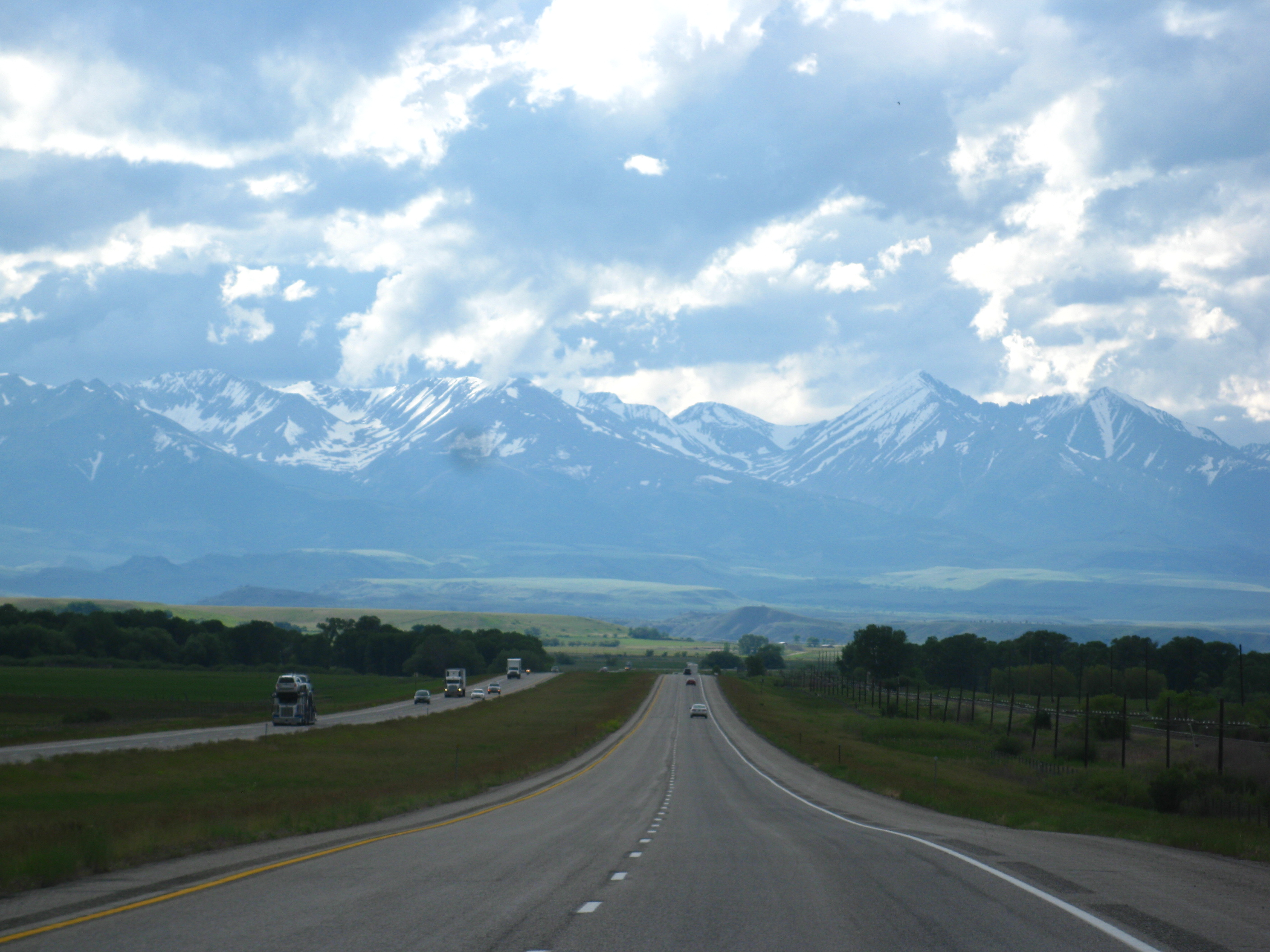
Az I-90 Park City környékén, Montana államban

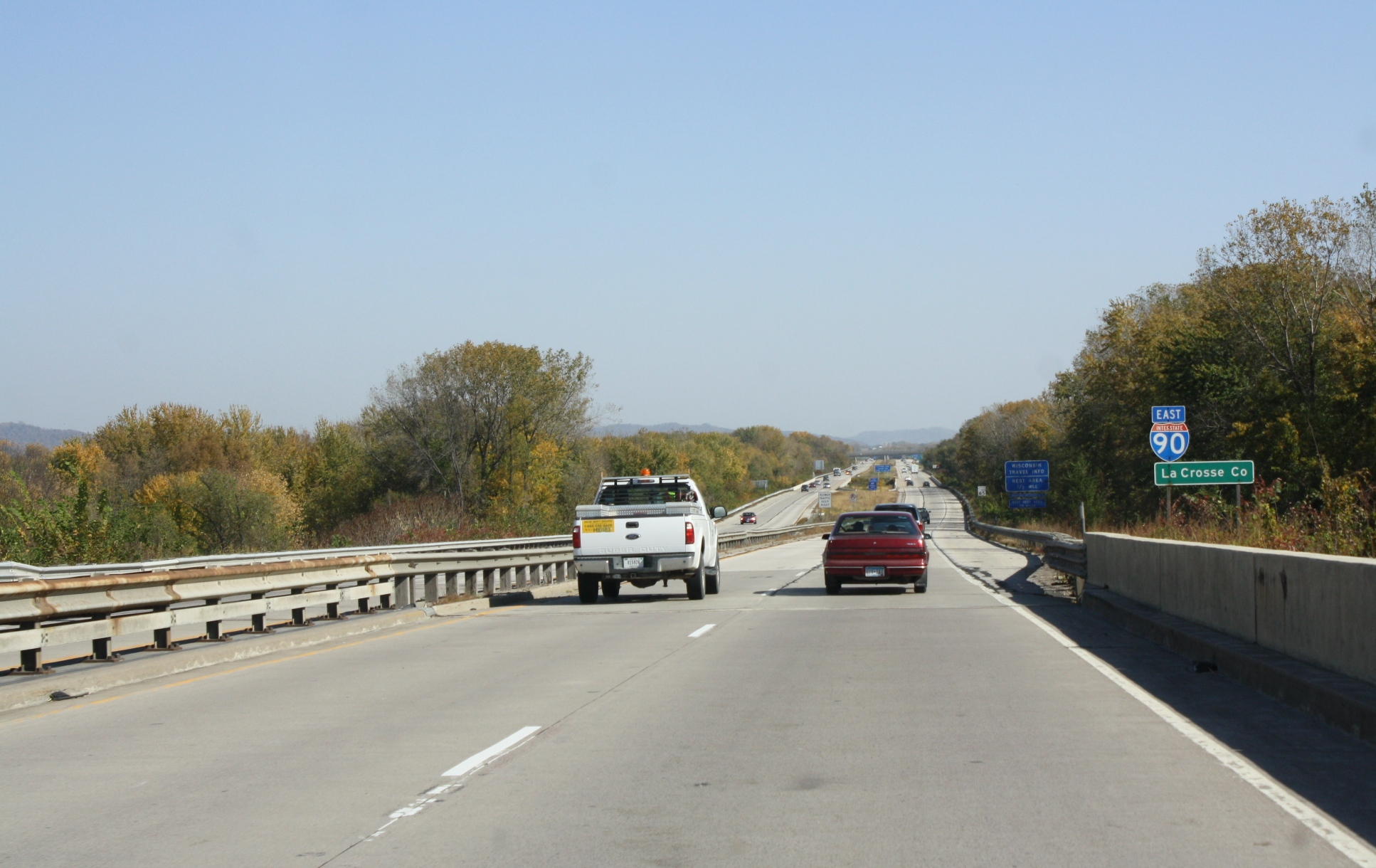
Az I-90 La Crosse-nál, ahol belép Wyoming államba

#### Államok
- Washington
- Idaho
- Montana
- Wyoming
- Dél-Dakota
- Minnesota
- Wisconsin
- Illinois
- Indiana
- Ohio
- Pennsylvania
- New York
- Massachusetts

#### Városok
- Seattle, Washington
- Spokane, Washington
- Billings, Montana
- Sioux Falls, Dél-Dakota
- Chicago, Illinois
- Cleveland, Ohio
- Erie, Pennsylvania
- Syracuse, New York
- Albany, New York
- Boston, Massachusetts

#### Fontosabb kereszteződések más autópályákkal
- Interstate 5 - Seattle, Washington
- Interstate 82 - Ellensburg, Washington
- Interstate 15 - Butte, Montana
- Interstate 94 - Billings, Montana
- Interstate 25 - Buffalo, Wyoming
- Interstate 29 - Sioux Falls, Dél-Dakota
- Interstate 35 - Albert Lea, Minnesota
- Interstate 94 - Tomah, Wisconsin
- Interstate 39 - Portage, Wisconsin
- Interstate 43 - Beloit, Wisconsin
- Interstate 94 - Chicago, Illinois
- Interstate 55 - Chicago, Illinois
- Interstate 65 - Gary, Indiana
- Interstate 94 - Lake Station, Indiana
- Interstate 80 - Lake Station, Indiana
- Interstate 69 - Fremont, Indiana
- Interstate 75 - Toledo, Ohio
- Interstate 71 - Cleveland, Ohio
- Interstate 77 - Cleveland, Ohio
- Interstate 79 - Erie, Pennsylvania
- Interstate 86 - Erie, Pennsylvania
- Interstate 81 - Syracuse, New York
- Interstate 88 - Rotterdam, New York
- Interstate 87 - Albany, New York
- Interstate 91 - West Springfield, Massachusetts
- Interstate 84 - Sturbridge, Massachusetts
- Interstate 95 - Weston, Massachusetts
- Interstate 93 - Boston, Massachusetts

## Fordítás
- Ez a szócikk részben vagy egészben  az   Interstate 90 című angol Wikipédia-szócikk fordításán alapul.  Az eredeti cikk szerkesztőit annak laptörténete sorolja fel. Ez a jelzés csupán a megfogalmazás eredetét és a szerzői jogokat jelzi, nem szolgál a cikkben szereplő információk forrásmegjelöléseként.